# Lampromyia funebris
Lampromyia funebris is een vliegensoort uit de familie van de Vermileonidae. De wetenschappelijke naam van de soort is voor het eerst geldig gepubliceerd in 1850 door Dufour.